# Мечеть Махмуда у Цюриху
Мечеть Махмуда (нім. Mahmud-Moschee) — мечеть в Цюриху, Швейцарія, що знаходиться в управлінні Ахмадійського мусульманського суспільства. Будівництво розпочалося у 1962, на церемонії відкриття мечеті у 1963 були присутні мер Цюриху Еміль Ландольт та президент Генеральної Асамблеї ООН Мухаммад Зафрулла Хан.
У 2007 Швейцарська народна партія розпочала кампанію проти будівництва нових мінаретів. Член парламенту від партії Оскар Фрейзінгер заявив: «Ми проти мусульман нічого не маємо. Але мінаретів ми не хочемо. Мінарет – це символ політизованого та агресивного ісламу, це символ ісламського закону. Як тільки в Європі з'являться мінарети, це означатиме, що іслам завоював нас». На підтримку проведення референдуму партія зібрала 300 000 підписів. У свою чергу імам Ахмед Садакат говорив, що мінарети не заважають жителям, а Народна партія Швейцарії, на його думку, експлуатує тему заборони в популістських цілях.
Референдум відбувся 29 листопада 2009. Більшість проголосували проти будівництва нових мінаретів. Заборона, що вводиться, не поширюється на існування вже існуючих мінаретів, також не вводиться заборона на будівництво мечетей.